# Ourense
Ourense (AFI: /owˈɾɛnse̝/; in italiano e spagnolo Orense) è un comune spagnolo di 105 233 abitanti (2019) 
capoluogo della provincia e della comarca omonime, nella comunità autonoma della Galizia, in Spagna.
La città è sede vescovile. Situata nella valle del rio Miño sulla riva sinistra di questo, è un importante nodo di comunicazioni; vi convergono infatti tre autostrade, 4 strade nazionali e 4 linee ferroviarie collegate attraverso la Stazione di Ourense-Empalme. 
In città hanno sede alcuni impianti industriali di chimica e di confezioni di vestiti. Il turismo è praticato principalmente per le acque termali, di cui esistono diverse sorgenti (dette burgas) in città e nei dintorni.

## Storia
La fondazione della città si fa risalire ai Romani che la chiamarono "città dell'oro" — cioè Auriense — per la presenza di oro nelle sabbie e nelle acque del fiume Miño per cui la città era particolarmente apprezzata. Altre versioni che alcuni presentano sull'origine del nome è che questo derivi dall'antico tedesco Warmsee (lago caldo) o dal latino Aquae urentes (acque brucianti), con riferimento alle sorgenti di acque termali la cui temperatura varia da 60° a 100° a seconda delle diverse fonti. Nel secolo IV divenne sede vescovile (Sedes Auriensis), e nei secoli dal V al VII fu la capitale di un regno svevo. Nel 716 fu distrutta dagli Arabi e nel X secolo fu di nuovo distrutta dai Normanni; fu ricostruita alla fine del secolo XI. Nel 1084 il vescovo Ederonio restaurò la cattedrale dalle rovine di quella antica, ma fu utilizzata ancora per poco, perché nel 1188 era già stata eretta la nuova. Nel 1122 Teresa di León concesse al vescovo e ai suoi successori la giurisdizione sulla città, prerogativa che durò poi fino al 1628.
Il nucleo cittadino si stabilizzò sulla riva sinistra del fiume Miño, mentre il borgo sulla riva destra appartenne ad un altro comune fino alla metà del XX secolo, quando gli abitati sulle due rive si unirono a formare un solo comune.

## Monumenti e luoghi d'interesse
- Ponte romano dell'epoca di Augusto detto anche Ponte Vella (ponte vecchio). Dell'originario ponte romano sono soltanto alcuni resti alla base dei piloni, nel XII secolo gli si diede il profilo attuale con l'arco centrale a punta, però nuovi danni costrinsero ad intervenire ulteriormente nel XVI secolo.
- Ponte Nova, costruito nel 1918
- Ponte Lonia, costruito nel XII secolo, consolidato nel 1969 e restaurato nel 1988.
- Ponte Novísima, del 1971.
- Ponte do Milenio, del 2001 simbolo del moderno progresso della città.
- Pasarela do Vao, del 2003 collega il centro della città alla periferia.
- Catedral, fu costruita in forme romanico-gotiche nei secoli dal XII al XVI a imitazione della Cattedrale di Santiago di Compostela; ha due bei portali, la facciata si apre su un nartece detto Portico do Paraíso che racchiude un triplo portale romanico con molte statue. Sulla crociera c'è una cupola ottagonale la cui costruzione fu iniziata nel 1499. Dal chiostro del XIII secolo si accede al Museo Diocesano di arte sacra che espone oreficeria, pitture, sculture, paramenti sacri ed ha una biblioteca.
- Museo Provincial archeologico con resti della preistoria e romani, oggetti d'arte mozarabica, visigota, romanica e contemporanea, oltre a dipinti e sculture moderne e contemporanee. Si trova nell'antico Pazo Episcopal del XII secolo dichiarato "Ben de Interese Cultural".
- San Francisco, chiesa gotica del XIV secolo.
- Pazo Oca - Valladares, rinascimentale del XVI secolo, ospita il Liceo de Ourense, antica società culturale della città.
- Museo Municipal, ospita mostre temporanee.
- Museo da Gaita, espone molti esemplari di questo strumento, detto in italiano Cornamusa, tipico della Galizia, dove il suo suono accompagna le danze tradizionali, delle quali la più popolare è detta muiñeira.
- Igrexa da Trindade, chiesa del XVI secolo.
- Igrexa de Santa Maria Maior, fondata nel VI secolo, ha ancora colonne d'epoca sveva sulla facciata, fu rifatta nel secolo XVIII.
- Igrexa de Santa Eufemia, del 1778, neoclassica.
- Igrexa de Santa Maria Nai, barocca, del XVIII secolo.
- As Burgas, stabilimento termale (balneario) con acque a temperatura elevata. Altri stabilimenti si trovano nei dintorni o in periferia.
- Praza do Ferro, (letteralmente Piazza del ferro), in verità si tratta più di un incrocio che di una piazza vera e propria. Tuttavia la piazza ha forma triangolare con apice rivolto verso sud. Sulla piazza vi è la Casa dos Boán, un palazzo del XVI secolo di Don Juan Fernández de Boán y Landecho. Il palazzo è a 4 piani in granito. Al centro della piazza vi è una fontana rinascimentale del '500. Nei pressi vi è la cattedrale di Ourense.

## Cultura

### Eventi
Le feste sono simili a quelle delle altre città spagnole; si possono citare la Festa Maior in giugno con battaglia di fiori e fuochi artificiali, e la Festa dos Maios in maggio con protagonisti i fiori a celebrare l'arrivo della primavera. Si svolge una sfilata di carri floreali.
La Festa do Magosto; si svolge su un monte vicino alla città; in questa occasione si cuociono in un'apposita caldaia la carne, i salsicciotti, le castagne e si beve il vino nuovo tutto con canti, suoni e danze.
La Festa do Entroido cioè la festa di carnevale, con la sfilata dei carri carnevaleschi e delle maschere, è una delle maggiori di Spagna; la Festa dos Remedios è una festa religioso-laica con pellegrinaggio alla cappella della Virxe dos Remedios.

## Amministrazione

### Gemellaggi
- Vila Real
- Tlalnepantla de Baz
- Quimper
- Ciudad Bolívar

## Galleria d'immagini

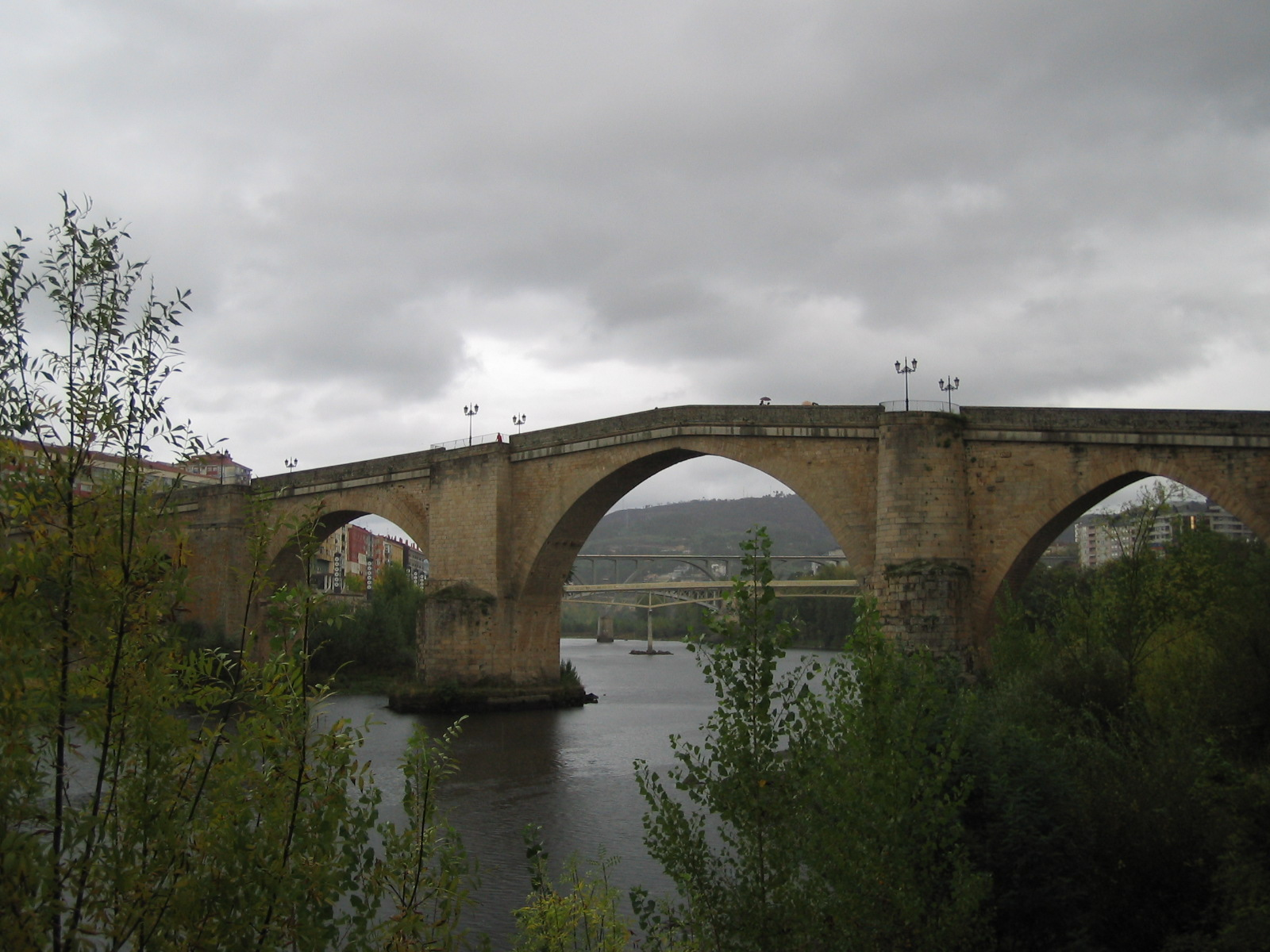
Ponte romano
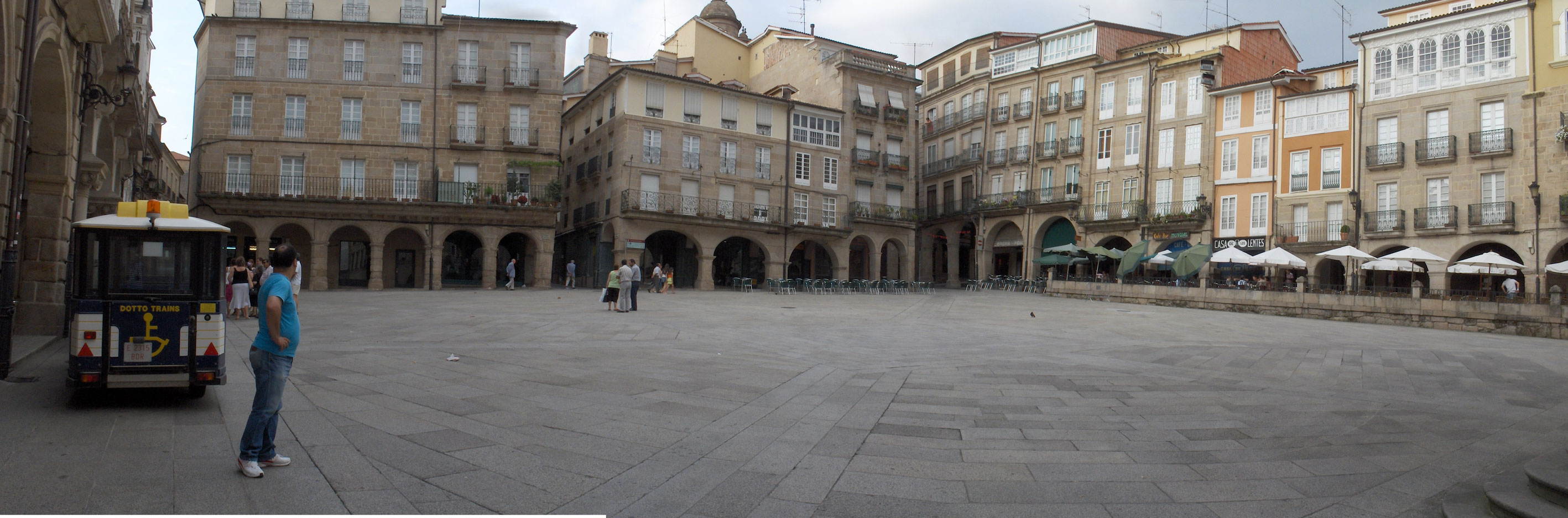
A Praza Maior
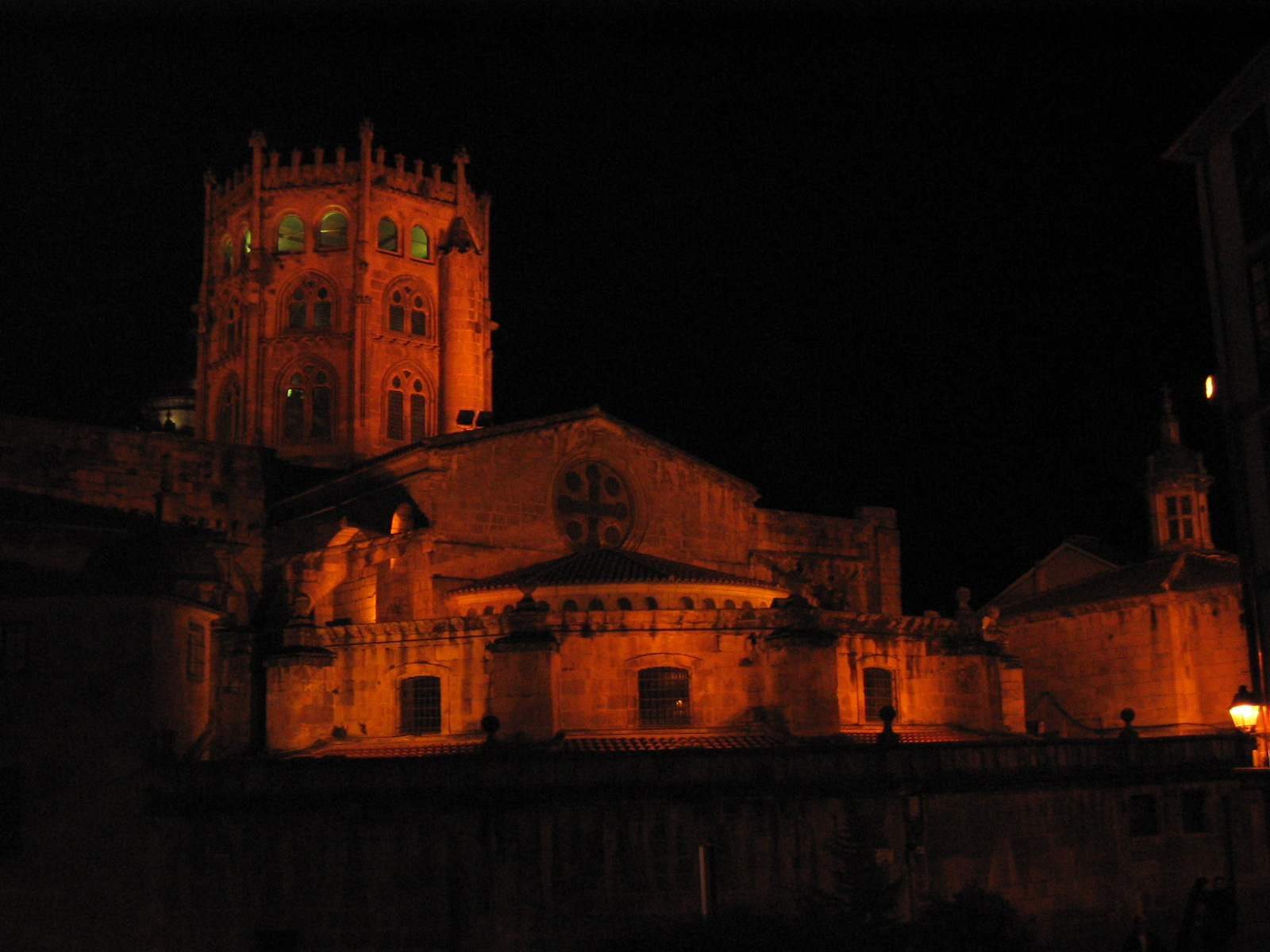
La cattedrale in notturna
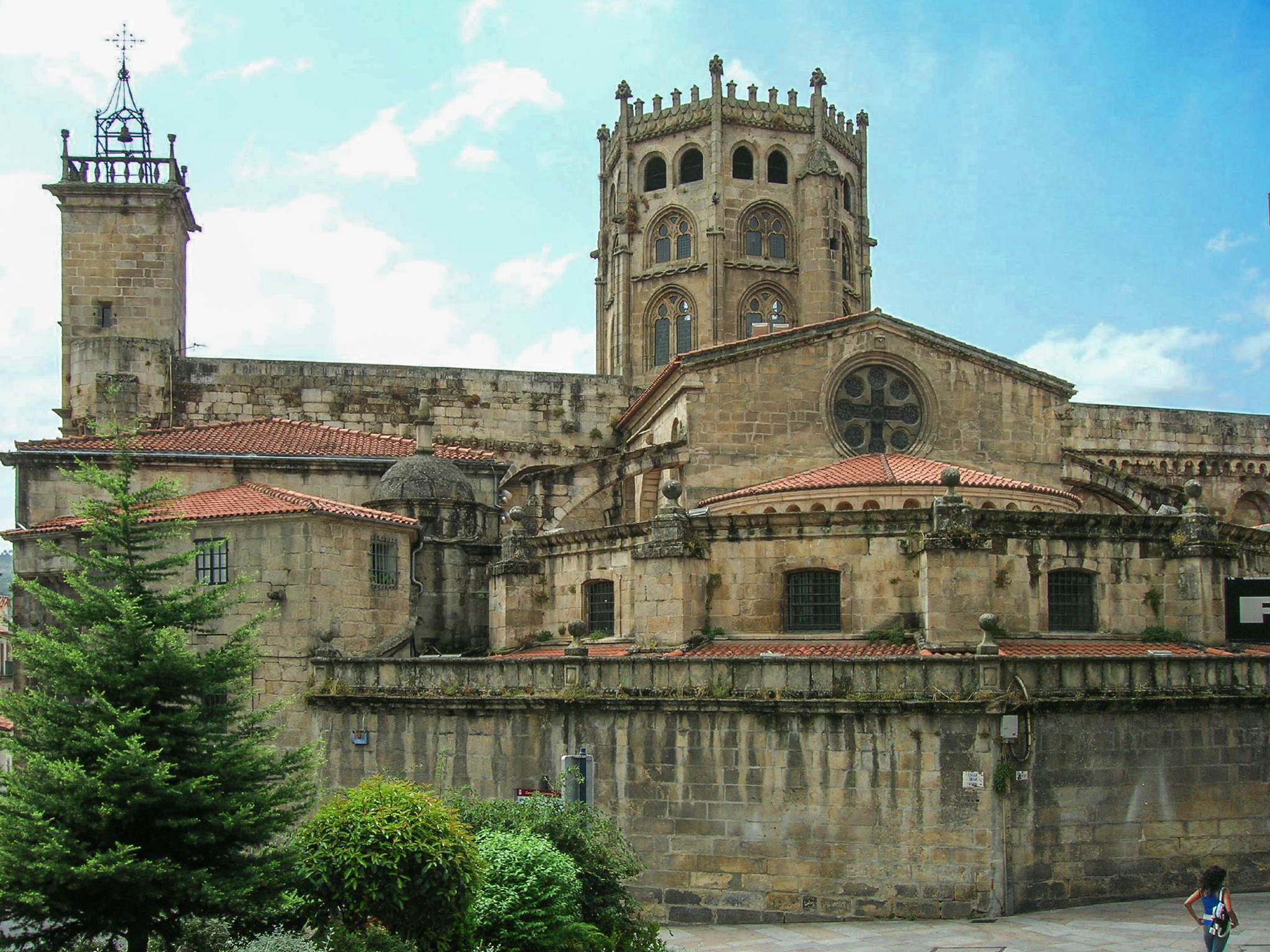
La cattedrale